# Торгенсен, Расмус
Расмус Оге Эйнар Торгенсен (дат. Rasmus Aage Ejnar Torgensen, 17 апреля 1900 — 28 мая 1932) — датский борец, призёр чемпионата Европы.

## Биография
Родился в 1900 году в Орхусе. В 1920 году принял участие в Олимпийских играх в Антверпене, но неудачно. В 1922 году занял 5-е место на чемпионате мира. В 1924 году принял участие в Олимпийских играх в Париже, где занял 8-е место на соревнованиях по греко-римской борьбе, и 6-е место — на соревнованиях по вольной борьбе. В 1929 году стал серебряным призёром чемпионата Европы.
Умер от заражения крови в 1932 году.